# Robert Haagsma
Robert (IJsbrand) Haagsma (Delft, 1963) is een Nederlandse freelance muziekjournalist en schrijver die werkt voor uiteenlopende media als het Algemeen Dagblad, Aardschok, Aloha, Record Collector en Revolver's Lust for Life. Daarnaast schreef Haagsma meerdere boeken gerelateerd aan muziek, zo schreef hij onder meer biografieën over artiesten, zoals André Hazes, Rob de Nijs en Pink Floyd. In november 2022 verscheen het veertiende studio-album van Boudewijn de Groot Windveren, tegelijk met het muziekalbum verscheen het album in boekvorm geschreven door Haagsma.

## Bestseller 60
| Boeken met noteringen in de Nederlandse Bestseller 60 | Jaar van verschijnen | Datum van binnenkomst | Hoogste positie | Aantal weken | Opmerkingen                       |
| ----------------------------------------------------- | -------------------- | --------------------- | --------------- | ------------ | --------------------------------- |
| Hazes 1951-2004                                       | 2004                 | 08-12-2004            | 7               | 5            | biografie over André Hazes        |
| Rob de Nijs. 'T is mooi geweest                       | 2020                 | 18-03-2020            | 10              | 5            | biografie over Rob de Nijs        |
| Boudewijn de Groot. Windveren                         | 2022                 | 09-11-2022            | 47              | 2            | biografie over Boudewijn de Groot |
| André van Duin - La Bohème                            | 2024                 | 27-11-2024            | 35              | 3            | biografie over André van Duin     |